# Liván Hernández
Eisler Liván Hernández Carrera (ur. 20 lutego 1975) – kubański baseballista, który występował na pozycji miotacza. Jest bratem przyrodnim Orlando Hernándeza.

## Przebieg kariery
W 1996 roku podpisał kontrakt jako wolny agent z Florida Marlins. W sezonie 1997 w głosowaniu na najlepszego debiutanta zajął drugie miejsce za Scottem Rolenem z Philadelphia Phillies. W tym samym roku wystąpił w dwóch spotkaniach World Series, gdzie Marlins pokonali Cleveland Indians w siedmiu meczach i został wybrany najbardziej wartościowym zawodnikiem finałów.
W późniejszym okresie Hernández występował jeszcze w San Francisco Giants, Montreal Expos, Washington Nationals, Arizona Diamondbacks, Minnesota Twins, Colorado Rockies, New York Mets i Atlanta Braves. Będąc zawodnikiem Expos, a po likwidacji tego klubu zawodnikiem Nationals, w ciągu trzech sezonów (2003–2005) rozegrał najwięcej inningów w National League (odpowiednio 233⅓, 255, 246⅓), a także dwukrotnie wystąpił w Meczu Gwiazd. W Atlanta Braves występował również na pozycji relief pitchera, a w swoim 485. występie w karierze (474 mecze rozegrał jako starter) zaliczył pierwszego save'a.
W czerwcu 2012 podpisał roczny kontrakt z Milwaukee Brewers, który został rozwiązany po sezonie.
W marcu 2014 oficjalnie zakończył karierę zawodniczą.

## Nagrody i wyróżnienia
| Nagroda/wyróżnienie      | Lata       | Źródło |
| 2× All-Star              | 2004, 2005 | [ 4 ]  |
| Silver Slugger Award     | 2004       | [ 1 ]  |
| Zwycięzca w World Series | 1997       | [ 3 ]  |
| World Series MVP         | 1997       | [ 3 ]  |
| NLCS MVP                 | 1997       | [ 9 ]  |